# Roland Pieper

Roland Pieper

Roland Pieper (* 1961 in Lippstadt) ist ein deutscher Kunsthistoriker, Wissenschaftsautor und Wissenschaftsfotograf.

## Leben
Roland Pieper studierte an der Westfälischen Wilhelms-Universität in Münster Kunstgeschichte, mittelalterliche Geschichte und Musikwissenschaft. Er promovierte dort 1991 zum Dr. phil. mit einer Studie über „Die Kirchen der  Bettelorden in Westfalen im 13. und 14. Jahrhundert“.
Nach Tätigkeiten am Amt für Bodendenkmalpflege in Münster, am Dom zu Minden und im Kloster Dalheim ist er freier Wissenschaftspublizist und -fotograf in Münster.

## Publikationen (Auswahl)
- Die Kirchen der Bettelorden in Westfalen. Baukunst im Spannungsfeld zwischen Landespolitik, Stadt und Orden im 13. und frühen 14. Jahrhundert. Franziskanische Forschungen, Band 39. Coelde, Werl 1993, ISBN 3-87163-199-X.
- mit Anna-Beatriz Chadour-Sampson: Stadt Minden II, Altstadt 1 – Der Dombezirk. Teilband 1 und 2: Bau- und Kunstdenkmäler von Westfalen, Band 50. Klartext, Essen 1998/2000, ISBN 3-88474-632-4.
- Dalheim. Pfarrort – Kloster – Staatsdomäne. Ardey, Münster 2000, ISBN 3-87023-115-7.[2]
- mit Jürgen Werinhard Einhorn: Franziskaner zwischen Ostsee, Thüringer Wald und Erzgebirge. Bauten – Bilder – Botschaften. Schöningh, Paderborn u. a. 2005, ISBN 3-506-72863-6.
- Historische Klöster in Westfalen-Lippe. Ein Reisehandbuch. Kulturlandschaft Westfalen, Band 7. Ardey, Münster 2003. ISBN 3-87023-244-7.
- Carl Ferdinand Fabritius. Veduten und Altargemälde für den Paderborner Fürstbischof Ferdinand von Fürstenberg, 1664–1667. Studien und Quellen zur westfälischen Geschichte, Band 55. Bonifatius, Paderborn  2006, ISBN 3-89710-357-5.